# Nouvion-sur-Meuse
Nouvion-sur-Meuse est une commune française, située dans le département des Ardennes en région Grand Est.
Ses habitants sont appelés les Nouvionnais.

## Géographie
Les communes limitrophes sont Chalandry-Elaire, Dom-le-Mesnil, Lumes, Vivier-au-Court, Vrigne-Meuse et Flize.

### Description
Nouvion-sur-Meuse est un bourg périurbain  ardennais de la vallée de la Meuse (fleuve) situé à 9 km au sud-est de Charleville-Mézières, 11 km à l'ouest de Sedan, 11 km de la frontière franco-belge, 85 km au sud de Namur, 95 km à l'ouest de Luxembourg et 73 km au nord-est de Reims.
La commune est desservie par la gare de Nouvion-sur-Meuse, sur la ligne de Mohon à Thionville, desservie par des trains TER Grand Est qui effectuent des missions entre les gares de Reims, ou de Charleville-Mézières, et de Sedan, ou de Longwy, et est marquée par les importantes installations de l'ex-triage de Lumes, qui triait en 1957 1770 wagons chaque jour.

### Hydrographie
La commune est dans le bassin versant de la Meuse au sein du bassin Rhin-Meuse. Elle est drainée par la Meuse, le ruisseau de Thiwe, le ravin de Parfondru, le ruisseau de Nouvion et le ruisseau d'Autremont,.
La Meuse, d'une longueur de 486 km, est un fleuve européen qui prend sa source en France, dans la commune du Châtelet-sur-Meuse, à 409 mètres d'altitude, et se jette dans la mer du Nord après un cours long d'approximativement 950 kilomètres traversant la France, la Belgique et les Pays-Bas. Le bourg est situé en rive droite de la Meuse, qui s'écoule d'est en ouest puis du sud vers le nord sur une longueur d'environ 2 km.

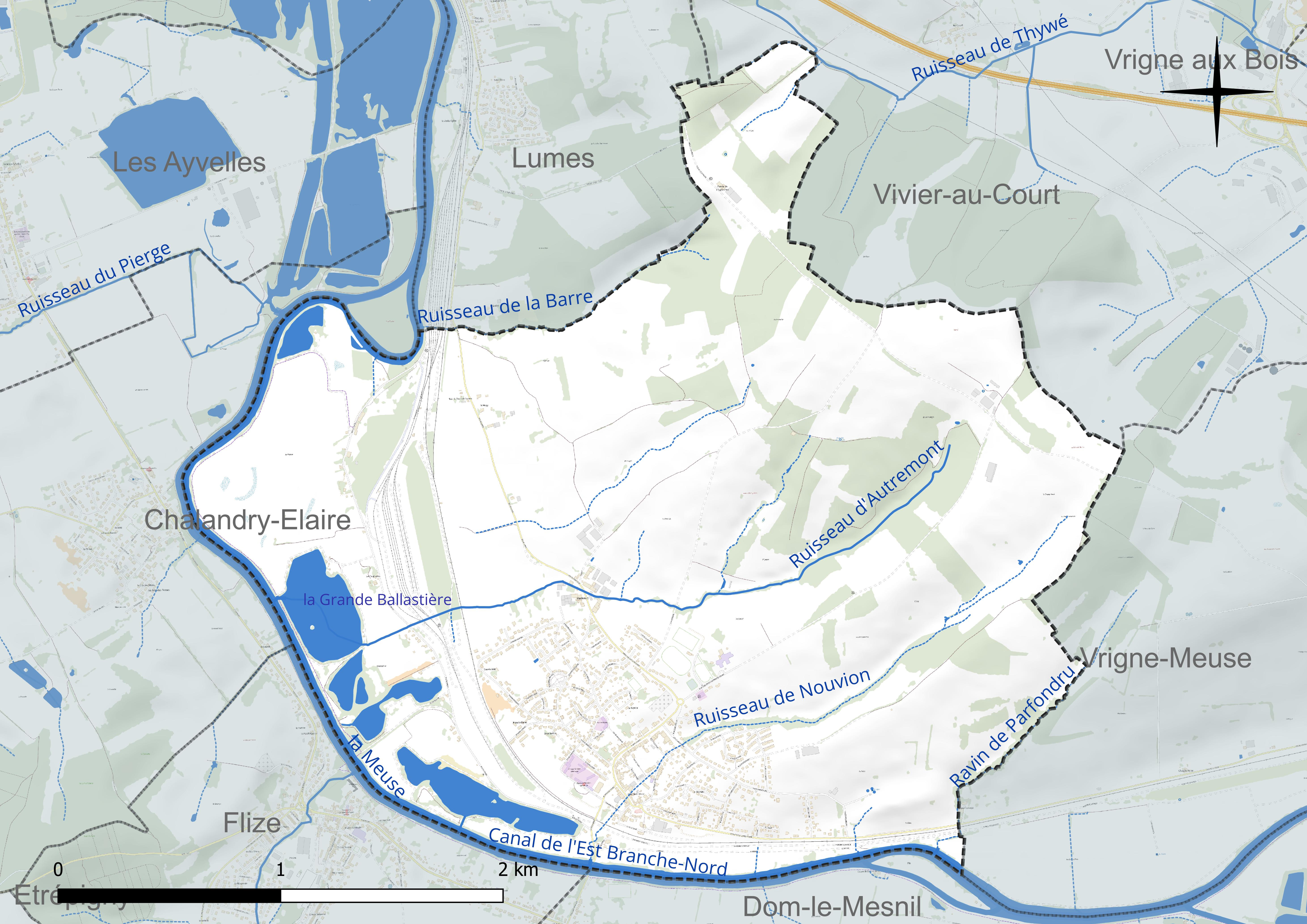
Réseau hydrographique de Nouvion-sur-Meuse.

Un plan d'eau complète le réseau hydrographique : la Grande ballastière (11,8 ha),.

### Climat
Pour des articles plus généraux, voir Climat du Grand Est et Climat des Ardennes.
En 2010, le climat de la commune est de type climat des marges montargnardes, selon une étude du Centre national de la recherche scientifique s'appuyant sur une série de données couvrant la période 1971-2000. En 2020, Météo-France publie une typologie des climats de la France métropolitaine dans laquelle la commune est exposée à un climat océanique altéré et est dans la région climatique Lorraine, plateau de Langres, Morvan, caractérisée par un hiver rude (1,5 °C), des vents modérés et des brouillards fréquents en automne et hiver.
Pour la période 1971-2000, la température annuelle moyenne est de 10,2 °C, avec une amplitude thermique annuelle de 15,6 °C. Le cumul annuel moyen de précipitations est de 886 mm, avec 13,4 jours de précipitations en janvier et 9,4 jours en juillet. Pour la période 1991-2020, la température moyenne annuelle observée sur la station météorologique de Météo-France la plus proche, « Charleville-Méz. », sur la commune de Charleville-Mézières à 10 km à vol d'oiseau, est de 9,9 °C et le cumul annuel moyen de précipitations est de 928,4 mm. 
La température maximale relevée sur cette station est de 39,2 °C, atteinte le 25 juillet 2019 ; la température minimale est de −17,5 °C, atteinte le 1er janvier 1997,,.
Les paramètres climatiques de la commune ont été estimés pour le milieu du siècle (2041-2070) selon différents scénarios d'émission de gaz à effet de serre à partir des nouvelles projections climatiques de référence DRIAS-2020. Ils sont consultables sur un site dédié publié par Météo-France en novembre 2022.

## Urbanisme

### Typologie
Au 1er janvier 2024, Nouvion-sur-Meuse est catégorisée bourg rural, selon la nouvelle grille communale de densité à 7 niveaux définie par l'Insee en 2022.
Elle appartient à l'unité urbaine de Nouvion-sur-Meuse, une agglomération intra-départementale dont elle est ville-centre,. Par ailleurs la commune fait partie de l'aire d'attraction de Charleville-Mézières, dont elle est une commune de la couronne,. Cette aire, qui regroupe 132 communes, est catégorisée dans les aires de 50 000 à moins de 200 000 habitants,.

### Occupation des sols
L'occupation des sols de la commune, telle qu'elle ressort de la base de données européenne d’occupation biophysique des sols Corine Land Cover (CLC), est marquée par l'importance des territoires agricoles (57,5 % en 2018), en diminution par rapport à 1990 (59 %). La répartition détaillée en 2018 est la suivante : 
prairies (46,8 %), forêts (14,1 %), zones urbanisées (12,8 %), terres arables (10,6 %), eaux continentales (7,9 %), zones industrielles ou commerciales et réseaux de communication (7,7 %). L'évolution de l’occupation des sols de la commune et de ses infrastructures peut être observée sur les différentes représentations cartographiques du territoire : la carte de Cassini (XVIIIe siècle), la carte d'état-major (1820-1866) et les cartes ou photos aériennes de l'IGN pour la période actuelle (1950 à aujourd'hui).

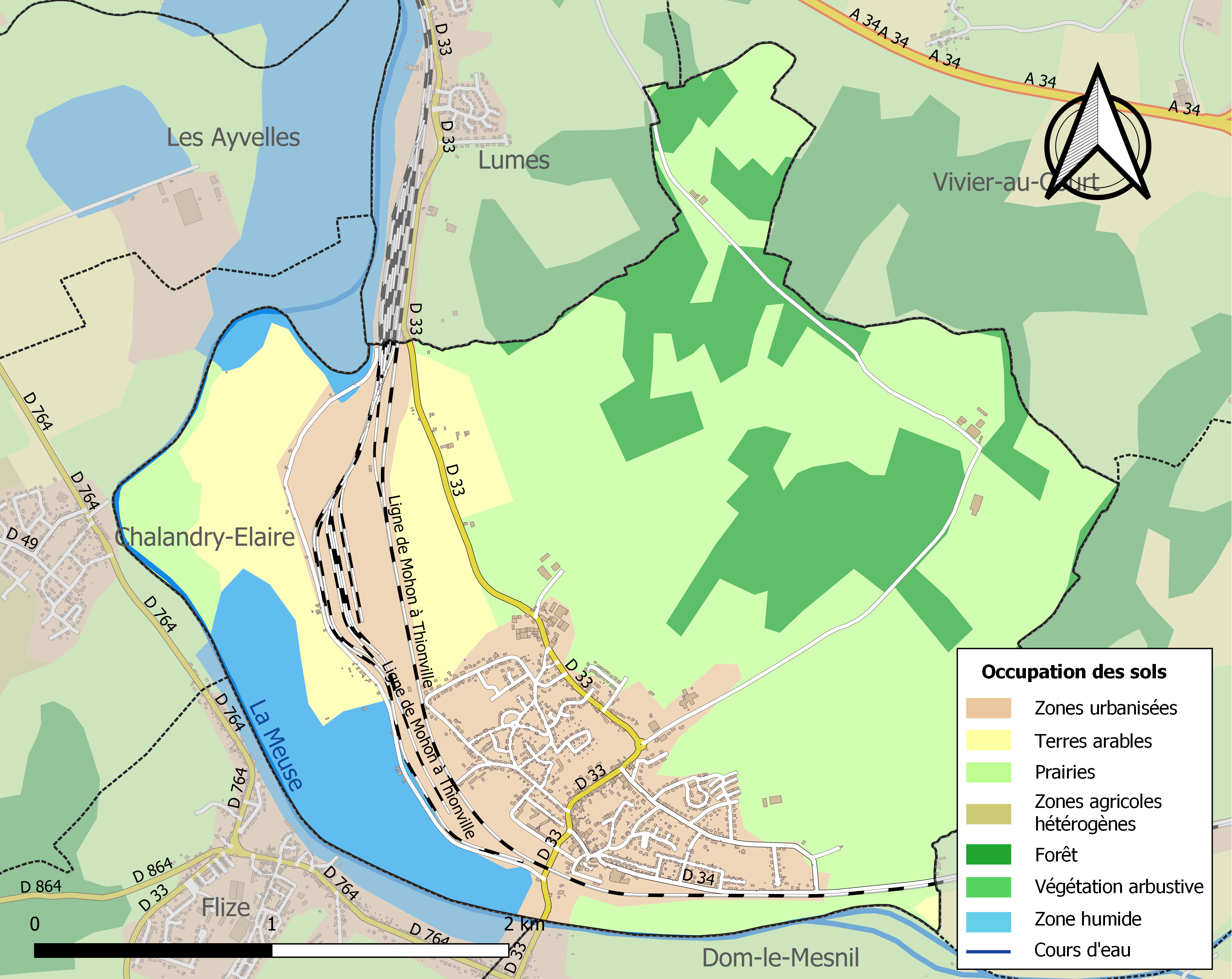
Carte des infrastructures et de l'occupation des sols de la commune en 2018 (CLC).

## Toponymie
La Meuse est un fleuve européen qui prend sa source en France et se jette dans la mer du Nord après un cours long d'approximativement 950 kilomètres traversant la France, la Belgique et les Pays-Bas, Le bourg est situé en rive droite de la Meuse, qui s'écoule d'est en ouest puis du sud vers le nord sur une longueur d'environ 2 km.

## Politique et administration

### Intercommunalité
La ville est membre depuis 2014 de la communauté d'agglomération dénommée Ardenne Métropole, un établissement public de coopération intercommunale (EPCI) à fiscalité propre créé par la fusion de plusieurs anciennes intercommunalités et auquel la commune avait transféré un certain nombre de ses compétences, dans les conditions déterminées par le code général des collectivités territoriales.

### Liste des maires
| Période                                  | Période                       | Identité                | Étiquette | Qualité |
| ---------------------------------------- | ----------------------------- | ----------------------- | --------- | --- |
| Les données manquantes sont à compléter. |                               |                         |           | |
| 1807                                     | 1812                          | Jean-Baptiste Lallement |           | |
| 1935                                     | décembre 1939                 | Albert Villemaux,       | PCF       | Cheminot aux ateliers de Lumes, résistant Révoqué par le gouvernement Daladier à la suite de la signature du Pacte germano-soviétique |
| Les données manquantes sont à compléter. |                               |                         |           | |
| mars 1959                                | 1979                          | Roger Villemaux         | PCF       | Résistant, cheminot aux ateliers de Lumes Conseiller général de Flize (1951 → 1958 et 1970 → 1994) Chevalier de la Légion d’honneur   |
| 1979                                     | mars 1983                     | Michel Medeau           | PCF       | |
| mars 1983                                | mars 1989                     | Marcel Hulin            | PCF       | |
| mars 1989                                | décembre 1999                 | Jacques Habran          | DVG       | Conseiller général de Flize (1994 → 1999) Décédé en fonction                                                                          |
| janvier 2000                             | mars 2001                     | Michel Droxler          |           | Cheminot |
| mars 2001                                | En cours (au 29 janvier 2021) | Jean-Luc Claude         | UDI       | Cadre Vice-président d'Ardenne Métropole (2014 → ) Réélu pour le mandat 2020-2026,                                                    |

### Jumelages
- Allendorf (Lumda) (Allemagne) depuis 1973.
- Friedrichroda (Allemagne) depuis 1964.

## Population et société

### Démographie
L'évolution du nombre d'habitants est connue à travers les recensements de la population effectués dans la commune depuis 1793. Pour les communes de moins de 10 000 habitants, une enquête de recensement portant sur toute la population est réalisée tous les cinq ans, les populations de référence des années intermédiaires étant quant à elles estimées par interpolation ou extrapolation. Pour la commune, le premier recensement exhaustif entrant dans le cadre du nouveau dispositif a été réalisé en 2004.

En 2022, la commune comptait 2 235 habitants, en évolution de −0,89 % par rapport à 2016 (Ardennes : −2,97 %, France hors Mayotte : +2,11 %).
| 1793 | 1800 | 1806 | 1821 | 1831 | 1836 | 1841 | 1846 | 1851 |
| ---- | ---- | ---- | ---- | ---- | ---- | ---- | ---- | ---- |
| 243  | 258  | 247  | 293  | 302  | 293  | 281  | 308  | 326  |

| 1866 | 1872 | 1876 | 1881 | 1886 | 1891 | 1896 | 1901 | 1906 |
| ---- | ---- | ---- | ---- | ---- | ---- | ---- | ---- | ---- |
| 380  | 372  | 364  | 335  | 355  | 330  | 338  | 364  | 364  |

| 1911 | 1921 | 1926  | 1931  | 1936  | 1946  | 1954  | 1962  | 1968  |
| ---- | ---- | ----- | ----- | ----- | ----- | ----- | ----- | ----- |
| 582  | 984  | 2 220 | 2 463 | 2 375 | 2 414 | 2 891 | 2 906 | 2 808 |

| 1975  | 1982  | 1990  | 1999  | 2004  | 2006  | 2009  | 2014  | 2019  |
| ----- | ----- | ----- | ----- | ----- | ----- | ----- | ----- | ----- |
| 2 627 | 2 308 | 2 256 | 2 193 | 2 235 | 2 166 | 2 256 | 2 196 | 2 241 |

| 2022  | - | - | - | - | - | - | - | - |
| ----- | - | - | - | - | - | - | - | - |
| 2 235 | - | - | - | - | - | - | - | - |

### Enseignement
La commune accueille le collège du Val de Meuse.

### Manifestations culturelles et festivités
Le Trail’lowen et la corrida de Nouvion-sur-Meuse animent la commune. Le 26 octobre 2019 ont eu lieu la 14e édition du Trail’lowen et la 19e corrida.

## Économie
L'entreprise Rollinger, une société coopérative et participative, est en 2019 la dernière fonderie française de pièces de quincaillerie en fonte.

## Culture locale et patrimoine

### Lieux et monuments
- Une locomotive de type BB 12000 est exposée devant la mairie en hommage au passé cheminot de la commune.
- L'église Notre-Dame-de-l'Assomption de Nouvion-sur-Meuse.
- L'ancienne cité cheminote[31].

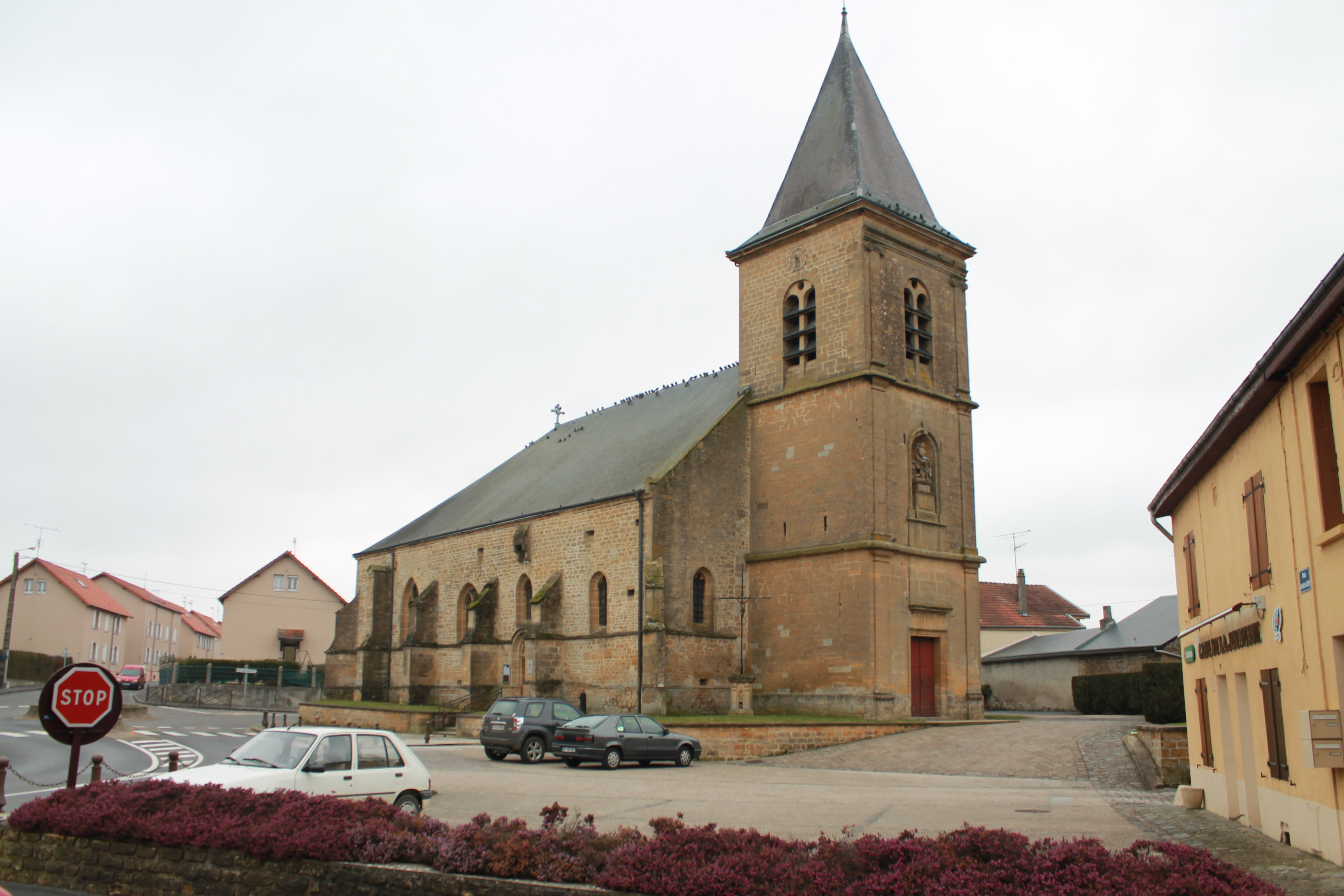
L'église Notre Dame de l'Assomption
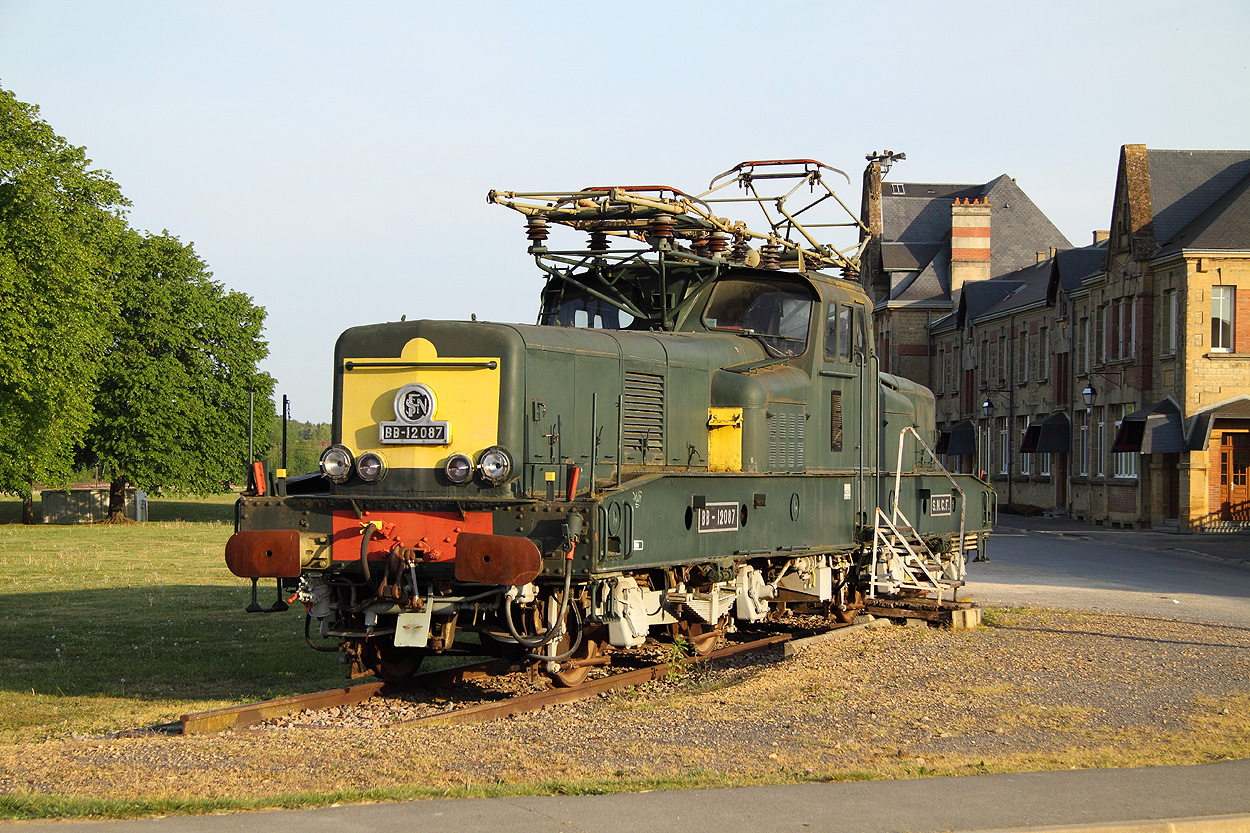
Locomotive monument placée à l'entrée de la ville

### Personnalités liées à la commune
- Albert Villemaux (1895-1944), maire et résistant. D'autres résistants sont liés à la commune de Nouvion-sur-Meuse et y sont inhumés, notamment Armand Malaise[32]
- Daniel Labille (1932-2022), évêque de Créteil y est né.

### Héraldique
| Armes de Nouvion-sur-Meuse | Les armes de Nouvion-sur-Meuse se blasonnent ainsi : Écartelé : au 1er et 4e d’argent au loup de sable, au 2e et 3e d’azur à la gerbe de blé d’or liée de sable. |